# 列島ニュース (総合テレビ)
『列島ニュース』（れっとうニュース）は、2020年6月1日からNHK総合で放送されている『NHKニュース』の地域報道番組である。
2020年4月13日 - 16日にNHK BS1で放送された『列島昼ニュース』（れっとうひるニュース）、4月20日に放送された『列島新型コロナ関連ニュース』（れっとうしんがたコロナかんれんニュース）、4月21日 - 5月29日に放送された『列島ニュース新型コロナ最新情報』（れっとうニュースしんがたコロナさいしんじょうほう）についても合わせて述べる。

## 概要
全国各地における新型コロナウイルスの感染に伴い、首都圏、大阪府、福岡県などに緊急事態宣言が2020年4月7日に発令されたため、各地の地方局で平日12時15分 - 12時20分に放送された『NHKニュース』の中から数局、感染状況や感染症対策の取組などを取り上げた内容として放送を開始した。
『列島ニュース』とタイトルを変更した2020年6月1日以降は、新型コロナウイルスだけでなく、各地の自然災害・事件・事故といった類のニュースや、季節の話題などを紹介する内容にまで幅を拡げている。
2024年4月2日より放送枠が拡大され、13時5分 - 13時55分、14時5分 - 14時49分となった。
これにより『午後LIVE ニュースーン』（東京制作）や夕方の地域情報番組などと合わせ、13時の『NHKニュース』から『NHKニュース7』まで、6時間30分に渡って生放送番組が続くことになった。
13時から19時30分までの6時間30分に渡って生放送番組が続くように改編されたのは、2017年度以来、7年ぶりである。
※以後、放送局の表記は、番組内で実際に用いられている表記と同様に「○○局」（例：大阪局）と記載する。

## これまでの経緯
2020年4月13日からかつて『BS列島ニュース』を放送していたBS1の13時台に緊急事態宣言対象地域のローカルニュースを中心に新型コロナウイルスに関する最新情報を伝える番組『列島昼ニュース』を新設した。
その後、緊急事態宣言の対象区域が全国に拡大したため、2020年4月20日からかつて『お元気ですか日本列島』や『情報まるごと』の列島リレーニュースコーナーを放送していた総合の14時台に番組を移設した上で放送している（下記）。
総合での開始当初から2020年5月29日までは『列島ニュース新型コロナ最新情報』のタイトルで放送されたが、2020年6月1日からは『列島ニュース』のタイトルで放送している。
2020年9月25日までは、札幌局を皮切りに、名古屋局、大阪局、札幌、名古屋と約1か月周期で3局が持ち回りで制作を担当してきたが、その後は大阪局に移管している。稀に東京（NHK放送センター）からの進行で放送する場合がある。

## 内容
総合の12時15分からのローカルニュースの再送信で、内容としては以下のとおり。ローカルニュースは、基幹局以外の地方局のニュースも多く扱っている。
- 2020年4月・5月は、基本的には新型コロナウイルスに関するニュース（感染状況、施設などの休止・再開、「新しい生活様式」への地方での取組など）のみの放送。
- 同年6月以降は、タイトルから「新型コロナ最新情報」が外されたため、前述のとおり新型コロナ以外のニュースも放送。

### 札幌・名古屋・大阪持ち回り制作時（2020年9月25日まで）
放送開始当初 - 同年8月7日については、放送される局は不定で4月 - 6月の50分枠のときは1日約10局、7月の35分枠になってからは1日7局程度であり、下記の3つの大まかな地域毎に分けている。
- 地域毎に当日放送する地方局の名前を紹介し、その地域内のニュースを連続で放送する。順番に関しては、東日本が先になる場合もあれば、西日本が先になる場合もあり、基本的には大きなニュースのあった地域からリレーを開始している[注 6]。最後は必ず制作局が属する地域となり、その中の制作局自身のローカルニュース（2020年4月13日[注 5] - 5月1日と7月6日 - 8月7日：札幌局、同年5月7日 - 5月29日：名古屋局、同年6月1日 - 7月3日：大阪局）を最後に放送する[注 7]。
  - 東日本：札幌局、東北各局、甲信越各局、水戸局[注 8]、首都圏（2023年9月11日以降は「首都圏局」の表記）[注 9][注 10][注 11]の中から、2 - 5局程度。
  - 中日本：名古屋局、静岡局、北陸各局、大阪局の中から、2 - 4局程度。
  - 西日本：中国各局、四国各局、九州各局の中から、2 - 5局程度。

開始当初は新型コロナウイルスに主に特化した番組のため、オープニング・エンディングで、スタジオの進行キャスターが全国各地の感染状況や感染予防（および、夏場はマスク着用による熱中症への注意喚起）のためのポイントなどを伝えていた。2020年9月28日の定時化後は、一時行われなくなったが、2021年3月30日から復活している。

### 大阪局制作、1時間放送時（2020年9月28日 - 2024年3月12日）
2020年8月24日（当時、名古屋局制作）から2021年3月18日は、最初にその日の大きなニュースを紹介し、それに関連したニュースを扱う1 - 3局を最初に取り上げた。その後は合計7 - 8局程度になるように放送されたが、必ずしも上記の地域どおりには分けず、地域が混ざったり、1局・2局・3局で分ける場合もあった。最後は基本的に大阪局のニュースを放送した。
- 大阪局制作分で、7 - 8局分放送しても時間が若干余る場合は、番組冒頭や、後述する天気予報の前に季節の映像（主に関西であるが、稀に他地域の映像）を挿入することもあった。

2021年3月30日からの放送時間拡大後は、2020年7月3日までと同様に10局の放送となった。基本的には、2局ずつを5巡して10局分を放送する。大阪局のニュースについては大抵の場合放送されるが、順番はその日により異なっており、日によっては放送されない場合もある。その他の地域に関しては、以下のようにニュースの内容や時期によってはある程度偏りが出る場合がある。
- 震災関連では、3月11日前後は東日本大震災関連で東北地方各局や水戸局、4月14日前後は熊本地震関連で九州地方各局の割合が必然的に多くなる[注 17]。なお、大きな災害が発生した直後の放送では、該当地域の放送局からのニュースが最初に放送される。
- 戦没者追悼関連では、6月23日は沖縄慰霊の日関連で、沖縄局を必ず取り上げる[注 18]。
- 2024年1月4日から2月29日は、同年1月1日に発生した令和6年能登半島地震に伴い、被災地である金沢局・富山局・新潟局の3局を最初に放送し、その後の2 - 3局も震災に伴う復興支援や防災意識向上に関するニュースを中心に放送された。これらの局の放送後に、被災地（主に能登半島）を中心とした天気予報を、番組最後の天気予報とは別に、発生から1か月後の2月1日まで行った。
  - 1月11日から6月28日まで『令和6年能登半島地震関連情報』として（12日からは『総合テレビ（石川県内）同時放送』）、BS103チャンネル（旧NHK BSプレミアム）でも当番組を放送[19][20][21][22]。
  - 1月19日までは、必ず冒頭で金沢局・富山局・新潟局の3局を扱っていたが、22日からは金沢局・富山局として震災報道を行い、新潟局は日によって放送しないか、別の話題（大雪関連などで札幌局等と絡めて）での放送となった。
  - 2月13日からは金沢局のみとして震災報道を行い、富山局はこの日から外れた。
  - 3月6日からは冒頭で必ずしも震災報道を行わなくなり、概ね通常編成に戻った。なお、12時25分 - 12時45分[注 19]に放送された『能登半島地震ライフライン情報』も3月1日が最後となり、こちらも通常編成に戻った。
- その他異常気象の際には、被害が発生した地域や、今後大きな影響が発生すると想定される地域のニュースが相次ぐことになる[注 20]。

その他、以下のとおりリニューアルを行っている。
- 直前に放送される東京からの『NHKニュース』（13時 - 13時5分）の最後で「続いて[注 21]、大阪から『列島ニュース』です」との紹介が行われるようになった[注 22]。
- また『連続テレビ小説（再放送）』から『NHKニュース』を挟んで放送されるため、冒頭でキャスター陣が朝ドラ再放送の感想を述べる場合もある[23]。2024年4月2日からは朝ドラアンコール枠と朝ドラ再放送の感想が語られることもある[24]。
- 青色主体のロゴ・放送局表示などを、緑色主体のものにリニューアル。
- 2021年3月30日より国際放送のNHKワールド・プレミアムとの同時放送を開始した[25][26]。9月24日まではスクランブル番組であったが[27]、その後はノンスクランブル番組に移行すると共にNHKワールド JAPANのホームページ上においても、同時配信ならびに見逃し配信を開始した[注 23][29][30]。
- テーマソング演奏は、NHKの大河ドラマ『いだてん』や連続テレビ小説『エール』、スマートフォンゲームのライブツアー「あんさんぶるスターズ!DREAM LIVE」などを手掛けた白須今が担当している[31]。

大阪局制作分（2020年6月を含む）では、各地のニュース終了後に、同局所属の気象予報士による気象情報も伝えられている。
- 金曜日は、NHK各局専属の気象予報士[注 24]が撮影した当日の写真を3 - 4枚紹介し、各地の天気を紹介するコーナーがある（異常気象時など、状況によっては行わない場合あり）。2023年10月13日を最後に休止が続いたが、2024年2月16日より約4か月ぶりに復活した。
- 2020年末ごろまでの火曜日は「天カメde城めぐり」として、全国各地のNHKのお天気カメラの映像の中から、お城が見える映像を厳選して当日の空模様を放送した。
- 他の曜日は、2020年9月25日までは大阪をはじめとした関西各地のお天気カメラの映像を流した。その後は、全国各地の中から当日の天気などで特筆すべき場所のお天気カメラの映像を流している。基本的には、近畿2府4県のいずれか1か所と、そのほか全国の2か所の映像がオープニング（1か所）と気象情報コーナー（2か所）に分けて流される。曜日ごとのコーナーについても、異常気象などがある場合にはそれぞれのコーナーを中止してその地域のお天気カメラの映像を流す。

その後、複数の視聴者から「各局ニュースでどこの放送局が伝え終わったのか分かりづらい」との声を受けて、2022年12月ごろから当日取り上げる放送局一覧の地図上において、伝え終わった放送局のテロップは緑色に配色するようになった。
- また、スタジオのバックセットおよびキャスター用デスクのライトは無点灯の期間がしばしばあったが、2024年3月6日より常時、番組のイメージカラーであるライトグリーンにライトアップされた。（なお、従来から同じスタジオセットで「ほっと関西」ではオレンジ色に「ウイークエンド関西」では紫色にそれぞれライトアップされていた）

### 大阪局制作、2時間放送時（2024年4月2日以降）
内容は概ね2024年3月12日までのものを踏襲しているものの、2時間枠となったため、後述するコーナーの新設などのリニューアルを行っている。その他、以下の変更点がある。
- アナウンサーは毎日2名体制となり、曜日ごとに出演する1名と、隔週で1週間出演する1名となっている。
- 放送する局が、13時台（午後1時台）は引き続き10局、14時台（午後2時台）は6局のあわせて16局となった。そのため、冒頭で全放送対象局の紹介の際、午後1時台に放送する局には「1時台」の表記がされるようになった（午後2時台に放送する局には「2時台」とはつかない）。
  - 日によっては、13時台または14時台でもう1局追加され、全体として最大17局放送することもある。
- 天気予報は13時台・14時台ともそれぞれの最後に放送される。
  - 2024年4月2日からは、各地のお天気カメラの映像を見る際に、天気分布図上に表示される「ご当地どーもくん」をタップして表示する形式となっている（金曜日は、13時台は前述の写真紹介コーナーのため実施せず、14時台のみ「ご当地どーもくん」が登場する）。「ご当地どーもくん」が表示されるのは、金曜日に行われる写真紹介コーナーと同じ局であるため、北九州局（門司港名物のバナナの叩き売りがモチーフ）や、北海道内の札幌局以外でアナウンサーが常駐している函館局（イカがモチーフ）、旭川局（旭川ラーメンがモチーフ）、帯広局（ラワンブキがモチーフ）も表示されている。一方で、南関東の3局（横浜局、千葉局、さいたま局）は表示がない。豪雨他、異常気象の際には「ご当地どーもくん」の表示はなく、テレビカメラの絵に差し替えられる。選挙期間で一部地域で放送時間短縮の際など、行わない時期もある。
  - 2024年7月22日からは、14時台のニュースが全て終了して「列島リポート」に入るまでの間のみ坂下が登場し「列島このあと天気」として短く全国の天気予報を伝えることがある。
- 国際放送（NHKワールド・プレミアム）向けの同時放送は放送時間拡大後も継続しているが、ノンスクランブル番組の対象から除外された[35]。このため、NHKワールド JAPANのホームページ上においての、同時配信と見逃し配信も2024年3月で終了した[36]。
- 2024年1月からのBS103チャンネルでの金沢局サイマル放送はNHKが臨時目的放送としての放送免許を総務省に申請し認可されたことから、4月以降も放送を継続[37]。6月28日まで行われた[38]。

## 放送時間の推移
| 放送期間  | 放送期間  | 放送時間      | 制作局                                     | 備 考 |
| --------- | --------- | ------------- | ------------------------------------------ | --- |
| 2020.4.20 | 2020.7.3  | 14:05 - 14:55 | 4月：札幌局 5月：名古屋局 6月・7月：大阪局 | この時間に放送された『ごごナマ』第2部を差し替える形で放送開始。国会中継などにより総合で放送できない場合は、BS1に放送波を変更して放送された。 14:00の『NHKニュース』拡大時は、放送する地方局を減らし、短縮放送。 |
| 2020.7.6  | 2020.9.25 | 14:05 - 14:40 | 7月・8月：札幌局 8月・9月：名古屋局        | 『ごごナマ』第1部（13:00 - 13:55）、『テレビ体操』（13:55 - 14:00）、『NHKニュース』（14:00 - 14:05）と、『ごごナマ』第2部（14:40 - 15:00）に挟まれる形で放送。                                                 |
| 2020.9.28 | 2021.3.18 | 13:05 - 13:40 | 大阪局                                     | 定時化と同時に、13時台へ繰り上げ。制作局は大阪局に固定。 |
| 2021.3.30 | 2024.3.12 | 13:05 - 13:55 | 大阪局                                     | 再び15分拡大。 |
| 2024.4.2  | 現在      | 13:05 - 14:49 | 大阪局                                     | 『テレビ体操』（13:55 - 14:00）、『NHKニュース』（14:00 - 14:05）のため、一時中断。 |

## 休止および短縮
- 祝日や年末年始は休止。
- 国会中継時、高校野球などのスポーツ中継時、突発的な大事件・大事故・災害・政局の重大な動き・国民的関心事などが発生して突発的にニュースが編成された場合は短縮もしくは休止。
  - 高校野球については、急遽雨天順延になった場合でも別の雨傘番組を放送し、当番組は放送しない。2023年までは、休養日と、夏の大会の決勝戦が行われる日のみ放送した。
  - 2025年8月の第107回全国高等学校野球選手権大会については、暑熱対策として、午前の部の第2試合が13時45分までに終わらない場合は継続試合となり、その後の試合も16時15分試合開始となる。そのため当番組は、14時台のみ通常放送される。
- 国政選挙の公示日の場合、12時の『NHKニュース』におけるローカルニュースは、各都道府県で立候補した候補者に関するニュースとなるため、短縮もしくは休止（短縮の場合は、選挙以外のニュースを放送）。一方で、公示日翌日（期日前投票開始に関するニュースが中心）、投開票日翌日（各地の当選者の一夜明けた様子のニュースが中心）は通常どおり放送する[注 27]。
- 全国高等学校野球選手権地方大会期間中は野球中継が、国政選挙期間中は政見放送が編成されるのに伴い[42]、当該地域のみ放送差し替えや途中から飛び乗りになる場合もある。
- 国際放送のNHKワールド・プレミアムでも同時放送[26]。

### 休止・中断・短縮の主な事例
- 2020年8月28日：番組開始2分後の山形局のニュースの途中[注 28]、安倍晋三内閣総理大臣辞任に関するNHKニュース速報テロップが表示され、その後東京のニュースセンターから辞任関連の特別報道に差し替えたため、当番組は開始後僅か3分間で打ち切りとなった[43][44]。
- 2022年9月27日：故安倍晋三国葬儀に関する特設ニュースに伴い、当番組は13時5分 - 13時40分に短縮[45][46][47]。
- 2024年9月27日：2024年自由民主党総裁選挙に伴い、『NHKニュース』を13時 - 16時に拡大。当番組は休止[48]。
- 2024年10月29日：2025年度後期に放送予定の連続テレビ小説『ばけばけ』のヒロイン発表会見を番組内で挿入。また、14時台にはヒロインとなった髙石あかりが本番組のスタジオに生出演した[49][50][51]。
- 2024年11月6日：2024年アメリカ合衆国大統領選挙開票速報に伴い、13時台・14時台とも『NHKニュース』を30分間に拡大。13時台は13時30分 - 13時55分、14時台は14時30分 - 14時49分に短縮[52]。
- 2025年7月31日：前日（同月30日）に発生したカムチャツカ半島地震に伴う津波警報関連の特設ニュースで休止した連続テレビ小説『あんぱん』（再放送）の振り替え放送[注 29]を行ったため、13時台は13時20分 - 13時55分に短縮[53]。

NHKプラスの配信は、南関東（埼玉県・千葉県・東京都・神奈川県）向けの広域放送をサイマル配信していることから、関東地方のみで当番組が放送されなかった場合は、同時・見逃し配信共に休止する。なお、2023年度までの海外向けの「NHKワールド JAPAN」での配信は通常どおり行われた。

## 主なコーナー
ニュースの合間などに、以下のようなコーナーが挟まれる。

### 現在行われているコーナー

#### 13時台（午後1時台）
下記コーナーが連続で行われることはなく、10局分のニュースの途中で1つずつ行われる。2024年4月2日以降は「季節の映像」「NHK NEWS WEBの特集記事紹介」は毎日、「列島ニュースアップ」はほぼ毎日放送となっている。
- 季節の映像（コーナー名なし）
  - NHK各放送局から届けられた季節の映像を1分程度放送する。時間が短い場合は、大阪（難波、大阪城公園など）の情報カメラの生中継映像となる場合もある。また、実際に記者が赴いたり、ヘリによる空撮によって生中継とする場合もある（番組冒頭で天気の様子を兼ねて空撮の生中継としたり、14時台に放送することもある）。
  - 2021年4月 - 7月は、その日に取り上げた放送局のニュースの中に2020年東京オリンピックの聖火リレーに関するニュースがあった場合、その後に生中継で当該地域の聖火リレー（または、公道でのリレー中止に伴う点火セレモニー）の模様を放送することもあった。
- NHK NEWS WEBの特集記事紹介（コーナー名なし）。
  - 2022年4月4日から放送（それ以前にも、不定期に行われていた。日によっては放送がない場合あり）。NHK NEWS WEB、またはNHK首都圏ナビのサイトに掲載されている特集記事を、大阪のスタジオのキャスターが紹介する。
  - 2024年度の水曜日は、新型コロナウイルスなどの感染症対策に関する話題を扱っていた。
- 列島ニュースアップ
  - 2022年1月27日から。地方局のアナウンサー、契約キャスター、記者、カメラマン、ディレクターのいずれか1名と中継を結び、生放送でローカルニュースを伝えたり、大阪のスタジオのキャスターとのやり取りを行う。なお、大阪局が担当の場合はキャスター2人（2023年度はキャスターと坂下）による進行で伝える。
  - 2024年3月12日までは、概ね週1回程度の不定期放送であった。同年4月2日の枠拡大後は、原則毎日放送されている（大きなニュースがあった場合など、行わない日もある）。
  - 12時15分にローカルニュースを行わないために、当番組の通常のニュースでは登場不可能な地方局がこのコーナーに限り登場することがあり、これまでに以下の局が登場している。2025年度現在で、アナウンサー・キャスターが少なくとも1名常駐ないし駐在している局のうち、当コーナー未登場の局は函館局[注 31]のみである。
  - また、2024年11月5日の尾鷲支局（三重県内で、津局管内にあたる）を皮切りに、支局単位での登場も増えている。

| 初登場日       | 放送局     | 備 考 |
| -------------- | ---------- | --- |
| 2022年4月7日   | 北九州局   | 12:15は福岡局から福岡県域のニュースを放送。 |
| 2022年4月18日  | 千葉局     | 12:15は首都圏局のニュースを放送。そもそも、千葉局ではテレビの千葉県域ローカルニュース番組自体が存在しない。 |
| 2022年5月20日  | 大津局     | 12:15は大阪局から関西のニュースを放送。滋賀県内のニュースではナレーションで登場することはある。 |
| 2022年7月4日   | 前橋局     | 12:15は首都圏局のニュースを放送。 |
| 2022年11月10日 | 奈良局     | 12:15は大阪局から関西のニュースを放送。奈良県内のニュースではナレーションで登場することはある。 |
| 2022年12月15日 | 岐阜局     | 12:15は名古屋局から東海3県のニュースを放送。 |
| 2022年12月23日 | 旭川局     | 12:15は札幌局から北海道のニュースを放送。道北エリアのニュースではナレーションで登場することはある。 |
| 2023年2月9日   | 宇都宮局   | 12:15は首都圏局のニュースを放送。 |
| 2023年3月7日   | 津局       | 12:15は名古屋局から東海3県のニュースを放送。 |
| 2023年3月15日  | 北見局     | 12:15は札幌局から北海道のニュースを放送。オホーツクエリアのニュースも札幌局のアナウンサーが担当している。 2024年度以降は、アナウンサー・キャスターは北見局に常駐していない。 |
| 2023年6月13日  | 帯広局     | 12:15は札幌局から北海道のニュースを放送。十勝エリアのニュースではナレーションで登場することはある。 |
| 2023年11月24日 | 神戸局     | 12:15は大阪局から関西のニュースを放送。兵庫県内のニュースではナレーションで登場することはある。 |
| 2023年12月18日 | さいたま局 | 12:15は首都圏局のニュースを放送。そもそも、さいたま局ではテレビの埼玉県域ローカルニュース番組自体が存在しない。 |
| 2024年10月3日  | 和歌山局   | 12:15は大阪局から関西のニュースを放送。和歌山県内のニュースではナレーションで登場することはある。 |
| 2025年5月13日  | 室蘭局     | 12:15は札幌局から北海道のニュースを放送。日胆エリアのニュースも札幌局のアナウンサーが担当している。 2022年度以降は、アナウンサー・キャスターは室蘭局に常駐していない。 室蘭局としての初登場の前に、2024年11月28日には苫小牧支局が登場しており、これが実質的に室蘭局としての初登場でもある。 |
| 2025年6月4日   | 横浜局     | 12:15は首都圏局のニュースを放送。そもそも、横浜局ではテレビの神奈川県域ローカルニュース番組自体が存在しない。 横浜局初登場により、通常のニュースで登場する首都圏局・水戸局を含めた関東地方の全局が当番組出演を果たした。                                                                    |
| 2025年6月5日   | 京都局     | 12:15は大阪局から関西のニュースを放送。京都府内のニュースではナレーションで登場することはある。 京都局初登場により、通常のニュースで登場する大阪局を含めた関西地区の全局が当番組出演を果たした。                                                                                            |
| 2025年7月9日   | 釧路局     | 12:15は札幌局から北海道のニュースを放送。釧根地域（釧路・根室エリア）のニュースも札幌局のアナウンサーが担当している。 |

#### 14時台（午後2時台）
下記コーナーは、6局のニュース終了後にまとめて放送される。1日当たり2 - 4個のコーナーを放送し（「列島リポート」は原則毎日放送）、最後に「きょうのキニナル!」を放送する。「列島リポート」「列島ぶらり旅」は、『NHKニュースおはよう日本』のローカル枠や、各地域の夕方のローカルニュース番組から放送されている。
- 1min.Story
  - 2025年3月31日より、2時台のニュース終了直後に不定期放送。読みは「ワンミニッツストーリー」。NHK各放送局から届けられた1分間のVTRを紹介する。
- 列島リポート
  - 2024年4月2日より放送。NHK各放送局から届けられたリポートのVTRを紹介する。
- 列島ぶらり旅
  - 2024年4月2日より放送。NHK各放送局から届けられた、ご当地紹介VTRを放送する。
  - 週1回（2024年度は水曜日）は原則として、前週土曜日に関東甲信越地区で放送された『NHKニュースおはよう日本・関東甲信越』内コーナーの「土曜すてき旅」を放送する。冒頭の紹介部分もそのまま放送されるため、同番組土曜メインキャスターの井上二郎・赤木野々花両アナウンサーが登場し、両名の字幕表記もある。
- 5分でうまいッ!
  - 2024年4月5日からの金曜日に放送。『うまいッ!』で過去に放送された内容を、5分に凝縮して放送する。
  - 基本的に、丁度1年前に放送された内容から放送される[注 32]。丁度1年前の放送が何らかの事情により放送が無かった場合に該当した場合は、後述する「さわやか自然百景 3min.」などのミニコーナーを2つ程度放送して穴埋めする。
- さわやか自然百景 3min.
  - 2024年4月5日より放送。『さわやか自然百景』で過去に放送された内容を、3分に凝縮して放送する。
- もういちど、日本
  - 2024年4月18日より放送。NHK BSプレミアム4Kで放送されている『もういちど、日本』（5分番組）の実質的な再放送であり、日本各地の伝統や風習、その土地で暮らす人々の姿を紹介する。
- にっぽん百名山 3min.
  - 2024年4月19日より放送。NHK BSプレミアム4Kで放送されている『にっぽん百名山』で過去に放送された内容を、3分に凝縮して放送する。
- 連続テレビ小説関連コーナー
  - 各年度後期の連続テレビ小説は大阪局制作であるため、そのPRを兼ねて不定期に放送される。
  - 特に、かつては『NHKニュースおはよう日本・関東甲信越』での「朝ドラ送り」でも知られ、2023年度後期の『ブギウギ』、2024年度後期の『おむすび』でそれぞれナレーションで関わっている高瀬の出演日に行われることが殆どである。
- きょうのキニナル!
  - 2022年1月4日より放送。気象情報の前に、キャスターと坂下が当日放送されたニュースの中から気になったニュースを振り返る。季節の植物・食べ物・お祭りなどの話題、子供や動物の話題[注 33]、善意のある行動（感謝状の贈呈）などといった前向きな話題のニュースから1つをとりあげ、事件・事故・社会問題・新型コロナなどのネガティブなイメージのニュースはこのコーナーでは原則扱わない[注 34]。
  - 後述する「新型コロナウイルスに関する最新の状況」が廃止された2023年5月8日以降は、気象情報の前に必ずしも行わなくなり、このコーナーで取り上げる話題となるニュースが放送された直後にこのコーナーを放送することもある[注 35]。
  - 2024年1月4日から2月19日までは、同年1月1日に発生した令和6年能登半島地震に伴い休止の状態が続いたが、2月20日よりコーナーを再開した。
  - 2024年4月2日からは、番組自体が枠拡大のため、14時台の最後に放送されるようになった。また、ニュースに限らず「日めくりカレンダー懐かしの映像」などのコーナーから取り上げることもある。

#### 13時台・14時台いずれでも放送
- ご当地中継
  - 2024年4月26日より放送。全国各地からの生中継を行うが、主に当番組の制作局である大阪局周辺の関西地区が中心である。
  - 関西地区からの中継の場合は、さおりん（2024年11月まで高橋沙織名義、アルミカン）が担当。それ以外の地区の場合は、中継先の局に属するアナウンサーやキャスター等が担当する。
- 『ほっと関西』内コーナーの再放送
  - nanでnan?
    - 2024年5月2日から放送。あらゆる疑問や、これって関西地域だけなのというものを検証するコーナー。

  - ほっとEXPO、小山径の万博さんぽ
    - 「ほっとEXPO」は、2024年10月28日から数回放送。地元大阪で2025年に開催予定の「2025年日本国際博覧会（大阪・関西万博）」に向けた動きを紹介するコーナー。
    - 「小山径の万博さんぽ」は、2025年4月18日から放送。小山が大阪・関西万博会場を実際に訪れリポートする。

  - くらしのモヤモヤ
    - 2025年7月3日から放送。暮らしに関する困りごとについて取り上げたコーナー。

### 過去のコーナー
- 新型コロナウイルスに関する最新の状況（コーナー名なし）
  - 2021年4月26日から2023年5月2日まで放送。10局分のニュース終了後に、大阪のスタジオのキャスターが新型コロナウイルスの最新の状況（各都道府県の10万人あたりの感染者数、ワクチン接種に関する最新の状況など）を説明した。
  - 前述のとおり、当番組は元々新型コロナウイルスに特化した内容として始められた経緯があり、それを特徴づけるコーナーであった。しかし、2023年5月8日からは厚生労働省は感染者数を毎日発表せず、週1回の定点把握とすることとなったため、同年5月2日限りで、このコーナーは終了した。
- 日めくりカレンダー 懐かしの映像
  - 2024年4月2日から2025年3月4日まで放送。放送当日と同じ月日に起きた出来事を、過去のNHKアーカイブスの映像で振り返る。

## 出演者
アナウンサーは、毎日いずれか2023年度までは1名、2024年度からは2名が出演（過去に出演経験があるアナウンサーを列挙）。下記マークは、いずれも当番組出演当時のもの。
- ◎：『ほっと関西』（旧『ニュースほっと関西』）レギュラー出演者
- ☆：『ニュース きん5時』（2024年3月8日終了）レギュラー出演者
- □：『NHKニュースおはよう関西』『ウイークエンド関西』レギュラー出演者
- △：『かんさい熱視線』レギュラー出演者

### 現在
2020年6月（最初の大阪局製作）から2021年3月までのアナウンサー2名は、当日夕方に関西ローカルで放送される『ニュースほっと関西』（現『ほっと関西』）と共通していた。
2021年度は、二宮・牛田・武田・伊藤の4名のうちいずれかが出演するとされていた。伊藤については、当番組進行役としては2021年4月8日が結果的に唯一の出演となっている。
2022年度は、二宮・牛田・武田・伊藤が続投し、更に一柳を加えた5名体制となった。伊藤については、当番組進行役としては2023年3月16日に約2年ぶりに出演した。
2023年度は、牛田・一柳・伊藤が続投し、高瀬・小山・嶋田の3人を加えた6名体制となったが、牛田が2023年8月に東京アナウンス室に異動。そのため、1人減って5人体制となった。
2024年度は、嶋田を除く4名が続投し、さらに4名を加えた8名体制となった。曜日別のアナウンサーがメイン、隔週出演のアナウンサーがサブの立ち位置となる。この年以降、いずれもアナウンサーが欠席の場合は、不定期担当（基本的に『かんさい熱視線』担当アナウンサー）が担当するか、別の曜日のアナウンサーが担当する。
2025年度からは、番組ホームページの各放送日のサムネイルで、その日出演するアナウンサーが分かるようになった。
- アナウンサー
  - メイン（主に月曜）：鹿島綾乃◎（2025年3月31日 - ）
  - メイン（主に火曜）：兼清麻美（2024年4月3日 - ）
  - メイン（主に水曜）：高瀬耕造☆（2023年4月13日 - ）
  - メイン（主に木曜）：伊藤雄彦□（2021年4月8日 - ）※2021年4月8日の出演後は、2023年3月16日まで出演が無かった[注 36]。その後も2023年度までは、数か月に1回程度の割合で出演していた[注 37]。2024年度からは、出演4年目で初めて曜日担当（木曜担当）になった。
  - メイン（主に金曜）：小山径◎（2023年4月7日 - ）
  - メインで不定期：三條雅幸△（2025年4月1日 - ）
  - 隔週：塩﨑実央（2024年4月8日 - ） ※2025年3月まで□。
  - 隔週：田代杏子□（2024年4月2日 - ）
  - 隔週不定期：一柳亜矢子（2022年4月6日 - ）※2022年以降曜日担当として出演していたが、2025年1月23日以降は隔週担当の立ち位置で出演するケースが目立っている[注 38][注 39]。

- 気象予報士
  - 坂下恵理（2020年6月1日 - 2023年10月13日、2023年12月18日 - ）
2023年出演休止期間を含めた坂下の代役は、以下の通り。いずれも、当日の『ほっと関西』は2024年3月まで兼務していた。
    - 南利幸（2023年10月16日 - 12月14日[注 40]の月曜日に担当）
    - 垂水千佳（2023年2月1日・2日[注 41]、2023年10月17日 - 12月15日の火曜日 - 金曜日に担当）

日により多少異なるが、2021年度以降は概ね以下のとおり担当している。
アナウンサー
| 期 間     | 期 間      | 曜日担当          | 曜日担当            | 曜日担当          | 曜日担当                          | 曜日担当                            | 隔週担当                         | 不定期   |
| 期 間     | 期 間      | 月                | 火                  | 水                | 木                                | 金                                  | 隔週担当                         | 不定期   |
| --------- | ---------- | ----------------- | ------------------- | ----------------- | --------------------------------- | ----------------------------------- | -------------------------------- | -------- |
| 2020.6.   | 2020.12.25 | 川崎理加 二宮直輝 | 川崎理加 二宮直輝   | 川崎理加 二宮直輝 | 川崎理加 二宮直輝                 | 川崎理加 二宮直輝                   | （不在）                         | （不在） |
| 2021.1.4  | 2021.3.26  | 川崎理加 二宮直輝 | 川崎理加 二宮直輝   | 川崎理加 二宮直輝 | 川崎理加 二宮直輝                 | 川崎理加 二宮直輝                   | （不在）                         | 牛田茉友 |
| 2021.3.29 | 2022.4.1   | 武田真一          | 武田真一            | 武田真一          | 二宮直輝（隔週） 牛田茉友（隔週） | 二宮直輝（隔週） 牛田茉友（隔週）   | （不在）                         | 伊藤雄彦 |
| 2022.4.4  | 2023.3.3   | 武田真一          | 武田真一            | 一柳亜矢子        | 一柳亜矢子                        | 二宮直輝（隔週） 牛田茉友（隔週）   | （不在）                         | 伊藤雄彦 |
| 2023.3.6  | 2023.3.31  | （放送休止）      | 二宮直輝 一柳亜矢子 | 一柳亜矢子        | 一柳亜矢子                        | 二宮直輝（隔週） 牛田茉友（隔週）   | （不在）                         | 伊藤雄彦 |
| 2023.4.3  | 2024.7.28  | 牛田茉友          | 高瀬耕造            | 一柳亜矢子        | 一柳亜矢子                        | 牛田茉友 一柳亜矢子 高瀬耕造 小山径 | （不在）                         | 伊藤雄彦 |
| 2023.7.31 | 2024.3.29  | 嶋田ココ          | 一柳亜矢子          | 高瀬耕造          | 一柳亜矢子                        | 小山径                              | （不在）                         | 伊藤雄彦 |
| 2024.4.1  | 2025.3.28  | 一柳亜矢子        | 高瀬耕造            | 兼清麻美          | 伊藤雄彦                          | 小山径                              | 田代杏子 塩﨑実央 （一柳亜矢子） | 近田雄一 |
| 2025.3.31 | 現在       | 鹿島綾乃          | 兼清麻美            | 高瀬耕造          | 伊藤雄彦                          | 小山径                              | 田代杏子 塩﨑実央 一柳亜矢子     | 三條雅幸 |

気象予報士
| 期 間      | 期 間      | 月       | 火       | 水       | 木       | 金       |
| ---------- | ---------- | -------- | -------- | -------- | -------- | -------- |
| 2020.6.1   | 2023.10.13 | 坂下恵理 | 坂下恵理 | 坂下恵理 | 坂下恵理 | 坂下恵理 |
| 2023.10.16 | 2023.12.15 | 南利幸   | 垂水千佳 | 垂水千佳 | 垂水千佳 | 垂水千佳 |
| 2023.12.18 | 現在       | 坂下恵理 | 坂下恵理 | 坂下恵理 | 坂下恵理 | 坂下恵理 |

### 過去

#### 大阪局
- アナウンサー（レギュラー出演）
  - 川崎理加◎（2020年6月 - 2021年3月17日[注 45]）
  - 武田真一☆[注 46][注 47]（2021年4月7日 - 2023年2月28日[注 48]）
  - 二宮直輝◎[注 49]（2020年6月 - 2023年3月10日[注 50]）
  - 牛田茉友（2021年3月30日 - 2023年7月24日）※2021年1月 - 3月も不定期出演[注 51]。2023年3月まで◎。2023年4月 - 7月は□。
  - 嶋田ココ◎（2023年7月31日 - 2024年3月11日）※当番組降板後も『ほっと関西』の出演は継続しているため、同番組の再放送コーナーでは登場することがある。
  - 近田雄一△（2024年6月13日 - 2025年2月13日）※2024年6月13日放送にて、今後は本来の担当者が他の業務や体調不良時などに出演するとされており、2023年度までの伊藤の役割を事実上引き継いでいる。また、この日の放送ではこのペースで行くと年4回程度の出演になるとも語っていたが、僅か3か月後の同年9月3日放送で4回、翌週の9月10日放送で5回出演となり、当初予定を上回っている。曜日担当（初回：2024年6月13日）、隔週担当（初回：2025年1月22日）[注 38]いずれでも担当しており、両方の担当経験があるのは近田が初めてのケースだった。
- アナウンサー（代役）
  - 狩野史長（2021年1月13日・15日[注 52]）
  - 近田雄一（2021年7月12日[注 53]、10月25日・26日[注 54]）

#### 大阪局以外
放送センターは、2020年10月21日放送での出演者を記載。いずれも、2020年当時の当該局アナウンサー。
| 制作局               | アナウンサー                           | 気象予報士 |
| -------------------- | -------------------------------------- | ---------- |
| 札幌局               | 白崎義彦、福井慎二、赤松俊理、芳川隆一 | （なし）   |
| 名古屋局             | 高山哲哉、山田大樹、橋詰彩季           | 寺尾直樹   |
| 放送センター（東京） | 上原光紀                               | 福岡良子   |